# El ángel negro
El ángel negro (dt.: „Der schwarze Engel“) ist ein mexikanischer Film aus dem Jahr 1942. Der Regisseur dieses historischen Melodramas ist Juan Bustillo Oro. Dieser hat zudem gemeinsam mit Humberto Gómez Landero das Drehbuch verfasst und zusammen mit Jesús Grovas den Film produziert.

## Handlung
Obwohl der Witwer Jorge Llorente Elisa warnt, dass jede Frau, die er liebe, auf mysteriöse Art und Weise sterbe, heiratet sie ihn. Die beiden leben in einem Haus, in dem sie Cristina als Haushälterin beschäftigen. Diese ist Jorges Halbschwester, die in Folge der Vergewaltigung seiner Mutter durch einen wahnsinnigen Hausangestellten geboren worden war. Cristina ist Elisa gegenüber feindlich gesinnt. Als diese aber schwanger wird, verändert Cristina ihr Verhalten und zeigt sich hilfsbereit, bis der Sohn, der ebenfalls den Namen Jorge erhält, geboren wird. Nach der Geburt des Kindes überzeugt Cristina ihren Bruder, dass Elisa ihm untreu gewesen sei. Daraufhin verlässt Jorge seine Frau und nimmt seinen Sohn mit. 18 Jahre später kehrt Jorge zu Elisa zurück, nachdem seine Halbschwester Selbstmord begangen hat. Er erklärt ihr, dass ihr Sohn Cristina für seine Mutter halte. Diese war so eifersüchtig, dass sie alle vorherigen Geliebten ihres Halbbruders vergiftet hatte. Am Ende des Films findet der junge Jorge heraus, dass Elisa seine wahre Mutter ist.

## Produktionsnotizen
Der Film El ángel negro feierte seine Premiere in Mexiko am 12. August 1942.